# Hercynia zum flammenden Stern
Die Loge Hercynia zum flammenden Stern ist eine in Goslar ansässige Freimaurerloge. Sie arbeitet unter der Schirmherrschaft der Großloge der Alten Freien und Angenommenen Maurer von Deutschland.

## Geschichte

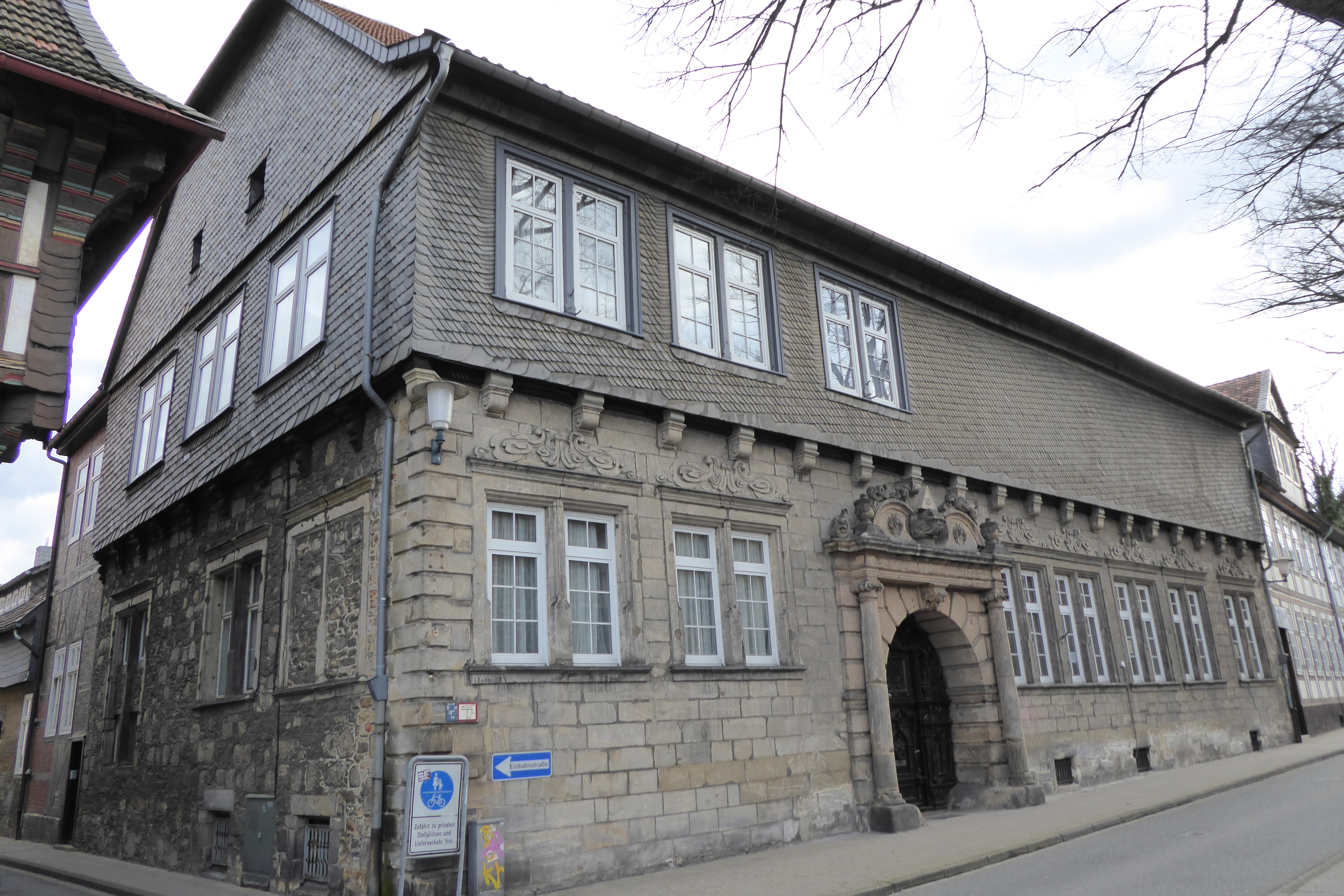
Das Logenhaus der Hercynia zum flammenden Stern in der Kornstraße 8 in Goslar (April 2015).

Das Haus der Freimaurerloge "Hercynia zum flammenden Stern" im Orient Goslar gehört zu den ältesten erhaltenen Ackerbürgerhäusern der Stadt. Im Jahre 1501 wurde das Gebäude in der Unterstadt auf dem Eckgrundstück Kornstraße / Rundenienstraße von einem bisher nicht zu ermittelnden Bauherrn errichtet.
Die Däle (Diele) bildet noch heute den Kern des Hauses, um welchen sich früher linksseitig der Wohnteil und rechts der Speicherteil gruppierte. Das Gebäude wurde als sogenannter Flügelbau mit einem 9-gefachigem Giebel zur Rundenienstraße und Torausfahrt zur Kornstraße und zur Hofseite konzipiert. Die linke Gebäudeseite verfügt über 3 Geschosse mit 19 Gefachen, die Däle wird von 14 Gefachen gebildet. Das Haus wurde vermutlich bis 1624 im Ursprungssinn verwendet.
Auf Grund der seit 1552 an die Braunschweiger Herzöge verlorenen Bergrechte erwarb 1624 der braunschweigische Oberbergverwalter Otto Brendecken als Verantwortlicher der Ober- und Unterharzer Berg- und Hüttenbetriebe das Haus für sich. Er ließ daraufhin das Gebäude um 1630 im Stil herzoglicher Bauten in Braunschweig und Wolfenbüttel umgestalten. Zuerst wurde die Vorderfront zur Kornstraße einer in Goslar einmaligen Veränderung unterzogen. Der Blickfang der Straßenfront bildet noch heute das Sandsteinportal mit der reich geschnitzten Tür im Knorpelstil. Das rundbogige Tor wird hier von einer kräftig gequaderten Vorlage umrahmt. Zwei auf den Radabweisern davor freistehende schlanke Säulen mit ionischen Kapitellen tragen ein kräftig modelliertes Gesims.
Der bekrönende Aufsatz hat einen sehr bewegten Umriss und zeigt die Wappen des Bauherren Otto Brendecken und seiner Frau Elisabeth Orms.
Darüber liegen zwei drachenartige Fabelwesen, rechts und links stehen Urnen vor den noch ursprünglichen Rocaille Zapfen. Eine in der Mitte vorspringende Konsole, auf der einst eine Figur gestanden haben mag, trägt heute ein Dreieck als Hinweis auf den jetzigen Hausherrn – die Freimaurerloge. Auch das Türblatt ist reich gegliedert. In der Mitte diente und dient noch heute ein sogenanntes Schlupftor dem täglichen Gebrauch, während das gesamte Tor früher nur ausnahmsweise bei repräsentativen Anlässen (heute nicht mehr im Gebrauch, aber möglich) geöffnet wurde. Die Räume zwischen Pilastern und Gesims füllen die charakteristischen Ornamente dieser Zeit: die Ohrmuscheln. Prächtig ist der Messing-Türklopfer auf der Schlupfpforte. Dälen- und Wohnteilfenster sind einheitlich gestaltet. Jeweils zwei Fenster der Vorderfront sind mit profilierten Gewänden und vorkragender Sohlbank durch eine Rocaille Bekrönung zusammengefasst. Auf Steinkonsolen ruhen vorkragende Balkenköpfe des Speichergeschosses – dazwischen Schiffskehlen, die die zeitgemäße Bauweise in besonderem Maße kennzeichnen. Die Sandsteinportale in der Däle ähneln dem Haupteingang, sind aber je nach ihrer Bedeutung unterschiedlich geschmückt. Den reichsten Aufbau zeigt der rückwärtige Ausgang zum Hof, der fast noch eindrucksvoller ist als der Haupteingang. Das vermauerte, spitzbogige Dälen Tor mit überkreuzten Rundstäben und über dem Scheitel befindlicher Jahreszahl A.M.CCCCC.I. – 1501 – weist auf den Ursprung des Gebäudes hin.
Auf Veranlassung des königlich-westphälischen Tribunalrichters Georg-Wilhelm Dieterichs traten am 13. Juli 1808 einundzwanzig Herren aus Goslar und Umgebung zusammen und beschlossen in einer konstituierenden Versammlung „allhier in Goslar unter dem Namen Hercynia zum flammenden Stern eine St. Johannisloge zu errichten“. Die Witwe des Hauptmanns Bindeweiß besaß das Haus Kornstraße 8 und war bereit das Haus für 25 Taler pro Jahr bei einer Mietdauer von 20 Jahren zu vermieten.
Die Logengründung (Lichteinbringung) fand am 16. November 1809 in der Kornstraße 8 statt. Die Summe für den Umbau für Logenzwecke belief sich auf 534 Taler. Die Loge versuchte sich dem Freimaurerorden und der Royal York zur Freundschaft anzuschließen, allerdings führten die Verhandlungen über das Gradsystem zu keinem positiven Ergebnis. Im Jahre 1819 schloss sich die Loge der Großloge Zu den Drei Weltkugeln an.
Drei Tage vor dem 25. Stiftungsfest der Loge, am 13. November 1834, gingen das Haus und der dazugehörende große Garten für 3.200 Reichstaler in Gold in den Besitz der Loge über. Am 4. Januar 1857 wechselte die Hercynia unter die Obödienz der Großloge von Hannover.
Größere Umbauten wurden in den Jahren 1852, 1892 sowie zum hundertjährigen Jubiläum 1909 durchgeführt. Es ging bei diesen Arbeiten wesentlich um die Gestaltung der auch jetzt noch genutzten Räume und um eine Aufstockung des früheren Speichers.
Die Zwangsauflösung der Logen in Deutschland durch die Nationalsozialisten während des Sommers 1935 traf auch die "Hercynia" in Goslar. Das Haus wurde nach der Enteignung dem Reichsnährstand zugewiesen. Während des Weltkrieges diente das Haus als Lazarett und danach als Altersheim. Die Rückgabe des Hauses erfolgte teilnutzungsmäßig 1949, 1956 erhielt die "Hercynia" das volle Eigentumsrecht über ihren Besitz zurück.
Von den über 500 Jahren, die das Ackerbürgerhaus Kornstraße 8 jetzt besteht, sind die letzten 208 Jahre (2017) mit der Geschichte der Freimaurerloge "Hercynia zum flammenden Stern" untrennbar verbunden und der Bevölkerung nur unter dem Namen "Logenhaus" im Gedächtnis.